# Giuseppina Re
Pour les articles homonymes, voir RE.
Giuseppina Re, dite Pina, née le 14 mars 1913 à Pieve Porto Morone (Italie) et morte le 17 août 2007 à Cinisello Balsamo (Italie), est une femme politique italienne. Membre du Parti communiste italien (PCI), elle est députée en 1948, puis entre 1958 et 1972.

## Biographie
Giuseppina Re, dite Pina est née  à Pieve Porto Morone le 14 mars 1913. Son éducation commence dès son plus jeune âge. Son père Luigi collabore avec des représentants du socialisme de Pavie du début du XXe siècle.
Le changement du climat politique et l'arrivée du fascisme bouleversent l'existence de Pina, âgée alors de 8 ans. En 1921, en raison de leur militantisme socialiste et de leurs difficultés économiques, la famille s'installer à Isola del Gran Sasso, dans la province de Teramo, puis en 1931 déménage à Milan.
Giuseppina Re trouve du travail comme vendeuse jusqu'à la fin de la guerre. Elle entre en contact avec les groupes de défense des femmes et participe  à la lutte de libération. Après la Seconde Guerre mondiale travaille parmiles femmes (mondine) comme fonctionnaire du PCI et de la Federterra. Lors des élections de 1948, désignée par le parti communiste elle figure parmi les premières femmes élues au Parlement italien. Au bout de quelques mois elle démissionne à cause de problèmes de santé et pour des divergences avec le parti.
Elle travaille à la formation des cadres communistes féminins et est réélue au Parlement en tant que députée de 1958 à 1972, travaillant sur les réformes de la justice juvénile, le droit de la famille, le logement et les questions de garde d'enfants. Elle a été la première signataire de la loi contre le licenciement matrimoniaux  approuvée par le Parlement en 1963. Au terme de son aventure parlementaire, elle rejoint le mouvement syndical, fondant le syndicat des locataires Sunia, lié à la CGIL et devient la protagoniste de  batailles territoriales comme la création du Parco Nord dans la banlieue de Milan. Giuseppina est décédé  à Cinisello Balsamo le 14 août 2007.